# Wahiawa Botanical Garden

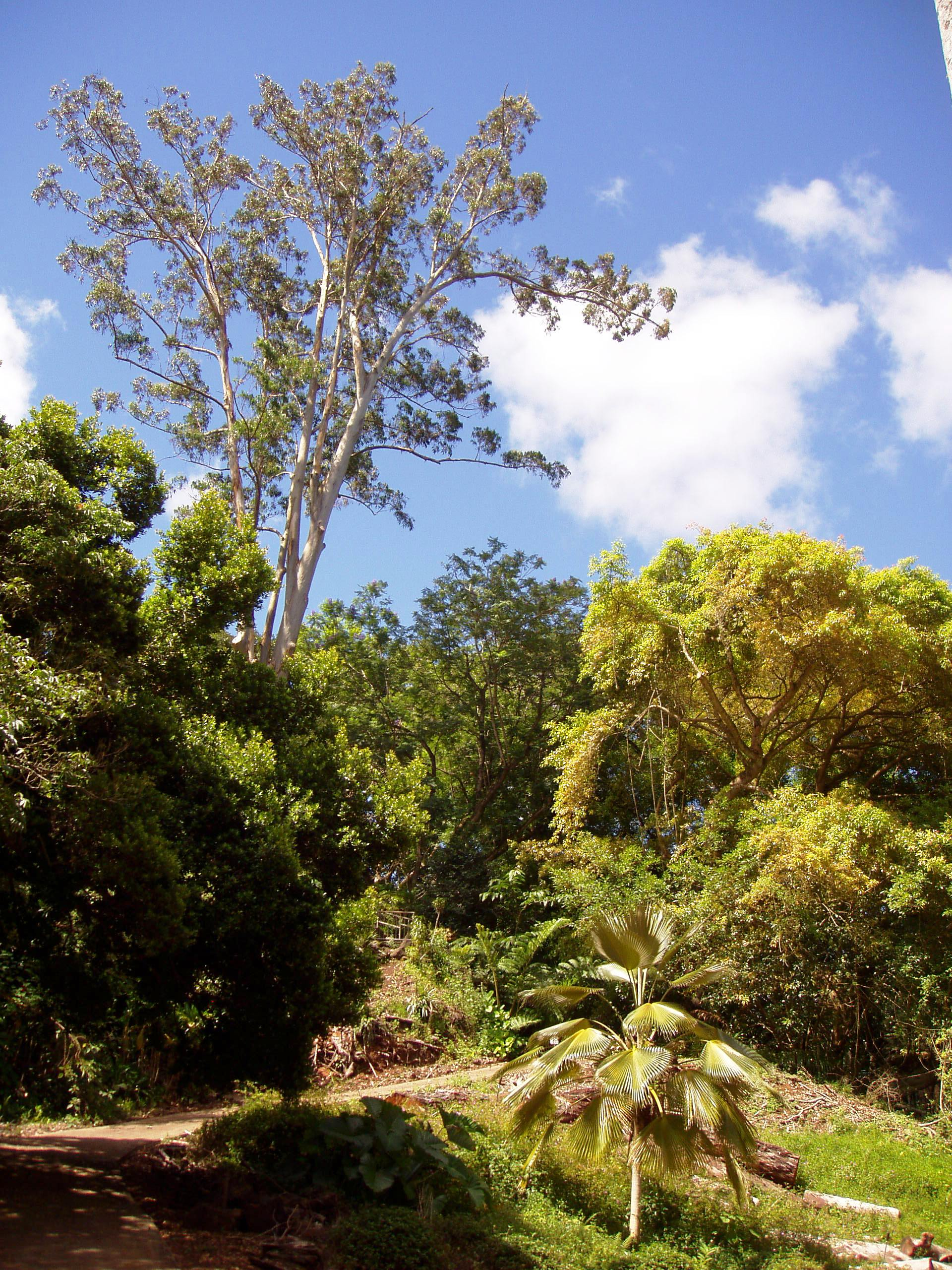
Overzicht

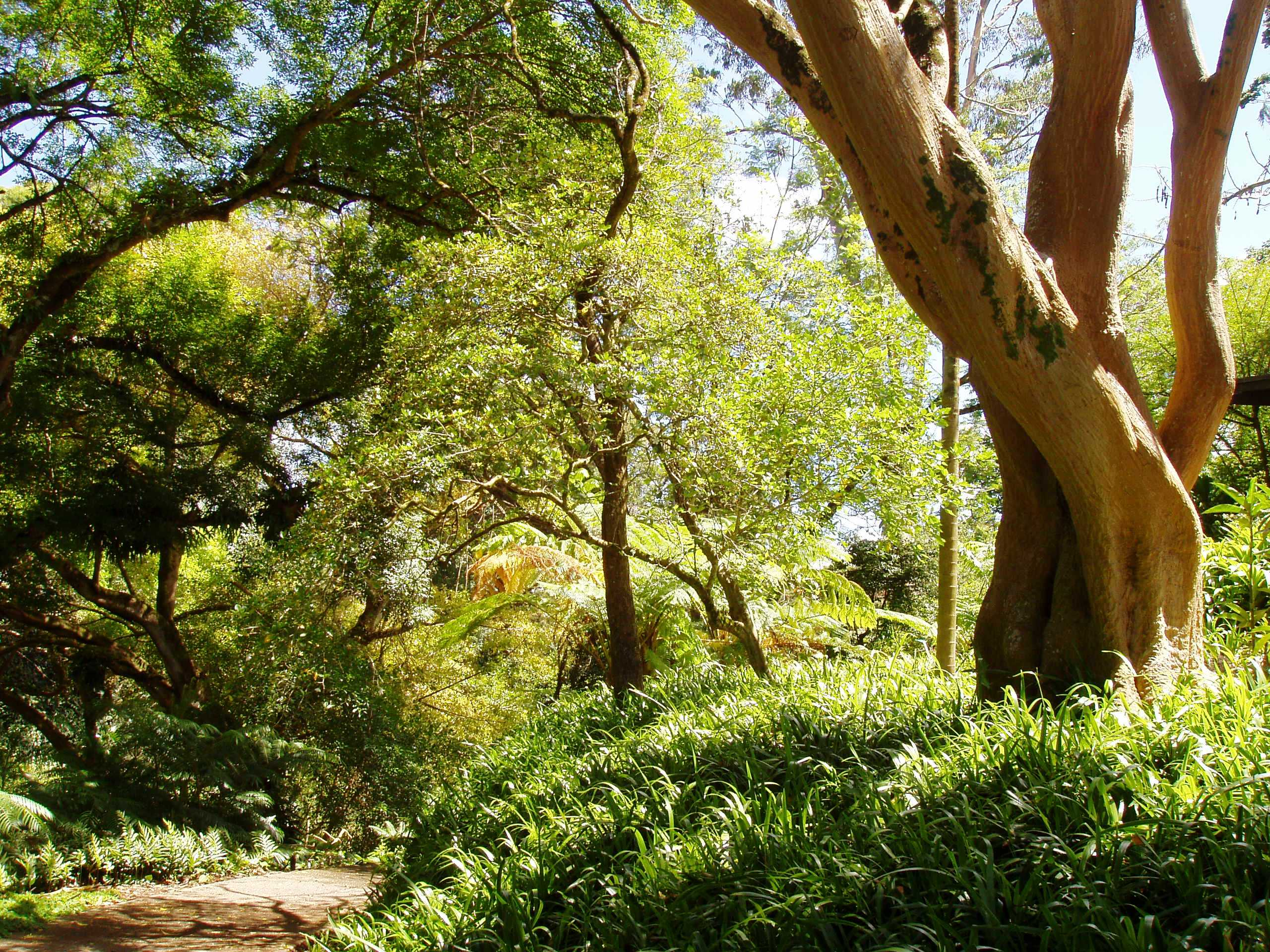
Overzicht

De Wahiawa Botanical Garden is een botanische tuin in Wahiawa in het midden van Oahu (Hawaï). De tuin maakt deel uit van de Honolulu Botanical Gardens, een netwerk van vijf botanische tuinen op Oahu. De tuin heeft een oppervlakte van circa elf hectare.
De geschiedenis van de tuin gaat terug tot de jaren twintig van de twintigste eeuw, toen de Hawaii Sugar Planters Association de tuin als een experimenteel arboretum gebruikte. Als eerste beheerder werd Harold Lyon aangesteld. In 1957 werd de tuin voor het publiek opengesteld.
De toegang tot de tuin is gratis. Er is een tropisch regenwoud gecreëerd, dat een koeler en vochtiger klimaat heeft dan elders op Oahu. Hier groeien onder meer palmen, soorten uit de aronskelkfamilie, epifyten en planten die van nature op Hawaï voorkomen. Enkele planten die in de tuin voorkomen zijn de taro, Heliconia, de kaneelboom, Crescentia cujete (een boomkalebas), Coffea arabica, de reizigersboom, de sapodilla en de piment.